# Armel
Armel — кам'яний метеорит масою 9200 грам.
Був знайдений єдиний екземпляр під час оранки в окрузі Юма штату Колорадо (США).
Назва — офіційна. Вперше була опублікована в Метеоритному бюлетені № 49 (Москва) в 1970 році.